# Andrij Kožuchar
Andrij Jurijovyč Kožuchar (in ucraino Андрій Юрійович Кожухар?; Tiraspol, 20 luglio 1999) è un calciatore moldavo con cittadinanza ucraina, portiere del Veres Rivne.

## Biografia
Nato in Moldavia, ha vissuto lì sino ai 13 anni d'età.

## Carriera

### Club
Cresciuto nel settore giovanile del Čornomorec', esordisce in prima squadra il 10 novembre 2018, disputando l'incontro di Prem"jer-liha perso per 2-0 contro il Desna Černihiv. In vista della stagione 2020, si trasferisce ai lettoni del Valmiera. Rimasto svincolato agli inizi del 2021, nell'estate dello stesso anno si accasa agli slovacchi dello Zemplín Michalovce.
Il 20 luglio 2024 viene acquistato dal Veres Rivne.

### Nazionale
Ha rappresentato le nazionali giovanili ucraine Under-18, Under-19 ed Under-21.
Successivamente decide di rappresentare la Moldavia, da cui viene convocato per la prima volta il 19 agosto 2024. Debutta con la selezione moldava il 10 settembre seguente nella amichevole vinta 1-0 contro San Marino.

## Statistiche

### Presenze e reti nei club
Statistiche aggiornate al 21 settembre 2022.
| Stagione           | Squadra            | Campionato         | Campionato | Campionato | Coppe nazionali | Coppe nazionali | Coppe nazionali | Coppe continentali | Coppe continentali | Coppe continentali | Altre coppe | Altre coppe | Altre coppe | Totale | Totale |
| Stagione           | Squadra            | Comp               | Pres       | Reti       | Comp            | Pres            | Reti            | Comp               | Pres               | Reti               | Comp        | Pres        | Reti        | Pres   | Reti   |
| ------------------ | ------------------ | ------------------ | ---------- | ---------- | --------------- | --------------- | --------------- | ------------------ | ------------------ | ------------------ | ----------- | ----------- | ----------- | ------ | ------ |
| 2018-2019          | Čornomorec'        | PL                 | 8          | -14        | CU              | 0               | 0               |                    | -                  | -                  |             | -           | -           | 8      | -14    |
| 2019-gen. 2020     | Čornomorec'        | 1L                 | 15         | -21        | CU              | 0               | 0               |                    | -                  | -                  |             | -           | -           | 15     | -21    |
| Totale Čornomorec' | Totale Čornomorec' | Totale Čornomorec' | 23         | -35        |                 | 0               | 0               |                    | -                  | -                  |             | -           | -           | 23     | -35    |
| 2020               | Valmiera           | VL                 | 3          | -6         | CL              | 0               | 0               | UEL                | 0                  | 0                  |             | -           | -           | 3      | -6     |
| 2021-2022          | Zemplín Michalovce | SL                 | 15         | -21        | CS              | 2               | -2              |                    | -                  | -                  |             | -           | -           | 17     | -23    |
| 2022-2023          | Zemplín Michalovce | SL                 | 4          | -10        | CS              | 0               | 0               |                    | -                  | -                  |             | -           | -           | 4      | -10    |
| Totale carriera    | Totale carriera    | Totale carriera    | 45         | -72        |                 | 2               | -2              |                    | 0                  | 0                  |             | -           | -           | 47     | -74    |

### Cronologia presenze e reti in nazionale
| Cronologia completa delle presenze e delle reti in nazionale ― Moldavia | Cronologia completa delle presenze e delle reti in nazionale ― Moldavia | Cronologia completa delle presenze e delle reti in nazionale ― Moldavia | Cronologia completa delle presenze e delle reti in nazionale ― Moldavia | Cronologia completa delle presenze e delle reti in nazionale ― Moldavia | Cronologia completa delle presenze e delle reti in nazionale ― Moldavia | Cronologia completa delle presenze e delle reti in nazionale ― Moldavia | Cronologia completa delle presenze e delle reti in nazionale ― Moldavia |
| Data                                                                    | Città                                                                   | In casa                                                                 | Risultato                                                               | Ospiti                                                                  | Competizione                                                            | Reti                                                                    | Note                                                                    |
| ----------------------------------------------------------------------- | ----------------------------------------------------------------------- | ----------------------------------------------------------------------- | ----------------------------------------------------------------------- | ----------------------------------------------------------------------- | ----------------------------------------------------------------------- | ----------------------------------------------------------------------- | ----------------------------------------------------------------------- |
| 10-9-2024                                                               | Chișinău                                                                | Moldavia                                                                | 1 – 0                                                                   | San Marino                                                              | Amichevole                                                              | -                                                                       |                                                                         |
| 19-11-2024                                                              | Gibilterra                                                              | Gibilterra                                                              | 1 – 1                                                                   | Moldavia                                                                | Amichevole                                                              | -1                                                                      | 46’                                                                     |
| 25-3-2025                                                               | Chișinău                                                                | Moldavia                                                                | 2 – 3                                                                   | Estonia                                                                 | Qual. Mondiali 2026                                                     | -3                                                                      |                                                                         |
| Totale                                                                  |                                                                         | Presenze                                                                | 3                                                                       |                                                                         | Reti                                                                    | -4                                                                      |                                                                         |